# Đỗ Quang Hưng
Đỗ Quang Hưng (1929–2009) là một sĩ quan cấp cao trong Quân đội nhân dân Việt Nam, hàm Trung tướng, ông từng giữ các chức vụ: Quyền Tư lệnh Quân khu 7 (1994–1995), Phó Chủ tịch Hội cựu chiến binh Việt Nam (1997–2002).

## Thân thế và sự nghiệp
Ông quê tại xã Long Điền, huyện Giá Rai, tỉnh Bạc Liêu.
Trước đó ông là Phó Tư lệnh Quân khu 7.
Năm 1994, bổ nhiệm giữ chức quyền Tư lệnh Quân khu 7.
Năm 1995, ông nghỉ hưu.
Năm 2009, ông mất tại TP. Hồ Chí Minh.
Ông được phong hàm Thiếu tướng năm 1984, Trung tướng năm 1995.

## Khen thưởng
- Huân chương Độc lập hạng nhì
- Huân chương Kháng chiến chống Pháp hạng ba
- Huân chương Kháng chiến chống Mỹ hạng nhất
- Huân chương Quân công hạng nhất, nhì, ba
- Huân chương Chiến công hạng nhất, nhì, ba
- Huân chương Bảo vệ Tổ quốc hạng nhất
- Huân chương Chiến sĩ giải phóng hạng nhất, nhì, ba
- Huân chương Chiến sĩ vẻ vang hạng nhất, nhì, ba
- Huy chương Quân kỳ quyết thắng
- Huy hiệu 60 năm tuổi Đảng